# Трепирия йодид
Трепирия йодид (Trepirium iodide, Гигроний, Hygronium, диметиламиноэтилового эфира N-метил-, -пирролидинкарбоновой кислоты дийодметилат) — химическое вещество, относящееся к фармакологической группе ганглиоблокаторов (H-холинолитическое средство).

## Общая информация
Относится к бисчетвертичным аммониевым соединениям, по строению имеет сходство с димеколином.
Оказывает кратковременное ганглиоблокирующее действие, в связи с чем удобен для применения в анестезиологической практике для управляемой гипотензии.
Применяют внутривенно капельно в виде 0,1 % раствора в изотоническом (0,9 %) растворе натрия хлорида. Начинают с 70—100 капель в минуту и после достижения необходимого гипотензивного эффекта уменьшают количество капель до 30—40 в минуту. Действие наступает через 2—3 мин, а исходное АД восстанавливается через 10—15 мин после прекращения вливания. При одномоментном или дробном введении (40—80 мг в 3—5 мл изотонического раствора натрия хлорида) гипотензивный эффект продолжается 10—15 мин. В случаях чрезмерного понижения АД применяют норадреналин или мезатон.
Гигроний, как и другие ганглиоблокаторы, может применяться в акушерской практике при нефропатии у беременных, эклампсии. Имеются данные об успешном применении препарата для купирования гипертоничесних кризов (40—80 мг в 15—20 мл изотонического раствора натрия хлорида внутривенно медленно — в течение 7—10 мин).

## Физические свойства
Белый или белый со слегка желтоватым оттенком кристаллический порошок. Очень легко растворим в воде. В водных растворах неустойчив.

## Форма выпуска
Форма выпуска: порошок во флаконах или ампулах вместимостью 10 мл, содержащих по 0,1 г гигрония. Растворяют препарат непосредственно перед применением.

## Противопоказания
Гигроний противопоказан при гиперчувствительности, остром инфаркте миокарда, артериальной гипотензии, шоке, печеночной или почечной недостаточности, закрытоугольной глаукоме. С осторожностью при - пожилом возрасте, повышенном риске тромбообразования.

## Побочные эффекты
Ортостатический коллапс, слабость, головокружение, тахикардия, сухость во рту, расширение зрачков, инъецирование склер, атония мочевого пузыря, анурия, атония кишечника, паралитическая кишечная непроходимость.